# Franz Schalk
Pour les articles homonymes, voir Schalk.
Franz Schalk (né le 27 mai 1863 à Vienne, mort le 3 septembre 1931 à Edlach) est un chef d'orchestre autrichien.

## Biographie
Il étudia avec le compositeur Anton Bruckner. À partir de 1900, il fut Kapellmeister de l'Opéra d'État de Vienne. Entre 1904 et 1921, il fut à la tête de la Gesellschaft der Musikfreunde de Vienne.
De 1918 à 1929 il devint directeur musical de l'Opéra d'État de Vienne (entre 1919 et 1924 il partagea ce poste avec Richard Strauss). Plus tard, Schalk fut impliqué dans la création du Festival de Salzbourg.
La célèbre phrase « Chaque théâtre est un asile de fous, mais un opéra est une maison d'incurables » est de lui.
Aujourd'hui Schalk est surtout connu pour son travail de révision des symphonies de son maître Bruckner. Il exécuta la première de la Cinquième symphonie en 1894, mais dans une version affligée de nombreux changements et coupures, la plupart faits sans doute sans l'approbation de Bruckner, déjà trop faible pour y assister. La version de Schalk fut cependant la première à être publiée et la seule à être jouée pendant près de quarante ans.
Schalk influença aussi Bruckner dans les révisions de ses Troisième, Septième et Huitième symphonies. Dans chaque cas la version influencée par Schalk fut la première version publiée.
Alors que beaucoup de critiques ont attaqué Schalk pour ses altérations souvent malheureuses des versions originales des œuvres de Bruckner, d'autres ont rappelé le grand rôle qu'il a joué pour les populariser. Le chef d'orchestre Leon Botstein (en) est un fervent admirateur des versions de Schalk.
Schalk s'impliqua aussi dans la préparation de la première édition publiée de la dixième symphonie de Mahler, et fut encore accusé d'avoir arrangé la partition.
Certains des enregistrements de Schalk comme chef d'orchestre ont été préservés et sont disponibles en CD.
Schalk donna la première de l'opéra de Richard Strauss La Femme sans ombre en 1919.